# Matteo Viola
Matteo Viola (* 7. Juli 1987 in Mestre, Venedig) ist ein italienischer Tennisspieler.

## Karriere
Viola spielt hauptsächlich auf der ATP Challenger Tour und der ITF Future Tour. Auf der Future Tour gewann er bislang neun Einzel- und sieben Doppeltitel. Hinzu kommen drei Erfolge im Einzel und vier im Doppel bei Challenger-Turnieren. Sein Debüt auf einem Grand-Slam-Turnier feierte er im Januar 2012, als er sich in drei Qualifikationsrunden für das Hauptfeld der Australian Open qualifizierte. Dort unterlag in der ersten Runde dem Kolumbianer Santiago Giraldo deutlich mit 4:6, 2:6 und 1:6. Auf der ATP World Tour qualifizierte er sich für das Turnier in Zagreb, wo er Łukasz Kubot unterlag, und für das Turnier in Gstaad, bei dem ihn Jan Hernych in der ersten Runde bezwang.

## Erfolge
| Legende (Anzahl der Siege)  |
| Grand Slam                  |
| ATP World Tour Finals       |
| ATP World Tour Masters 1000 |
| ATP World Tour 500          |
| ATP World Tour 250          |
| ATP Challenger Tour (8)     |

### Einzel

#### Turniersiege
| Nr. | Datum              | Turnier   | Belag         | Finalgegner      | Ergebnis  |
| --- | ------------------ | --------- | ------------- | ---------------- | --------- |
| 1.  | 27. November 2011  | Guayaquil | Sand          | Guido Pella      | 6:4, 6:1  |
| 2.  | 18. November 2012  | Yokohama  | Hartplatz (i) | Mirza Bašić      | 7:63, 6:3 |
| 3.  | 14. September 2014 | Biella    | Sand          | Filippo Volandri | 7:5, 6:1  |

### Doppel

#### Turniersiege
| Nr. | Datum              | Turnier           | Belag     | Partner          | Finalgegner                     | Ergebnis          |
| --- | ------------------ | ----------------- | --------- | ---------------- | ------------------------------- | ----------------- |
| 1.  | 11. Juli 2012      | Casablanca        | Sand      | Walter Trusendi  | Jewgeni Donskoi Andrei Kusnezow | 1:6, 7:65, [10:3] |
| 2.  | 20. April 2013     | Santos            | Sand      | Pavol Červenák   | Guilherme Clezar Gastão Elias   | 6:2, 4:6, [10:6]  |
| 3.  | 13. September 2014 | Biella            | Sand      | Marco Cecchinato | Frank Moser Alexander Satschko  | 7:5, 6:0          |
| 4.  | 8. August 2015     | Cortina d’Ampezzo | Sand      | Paolo Lorenzi    | Lee Hsin-han Alessandro Motti   | 6:75, 6:4, [10:3] |
| 5.  | 19. Februar 2017   | Tempe             | Hartplatz | Walter Trusendi  | Marcelo Arévalo José Hernández  | 5:7, 6:2, [12:10] |